# Núbijská poušť

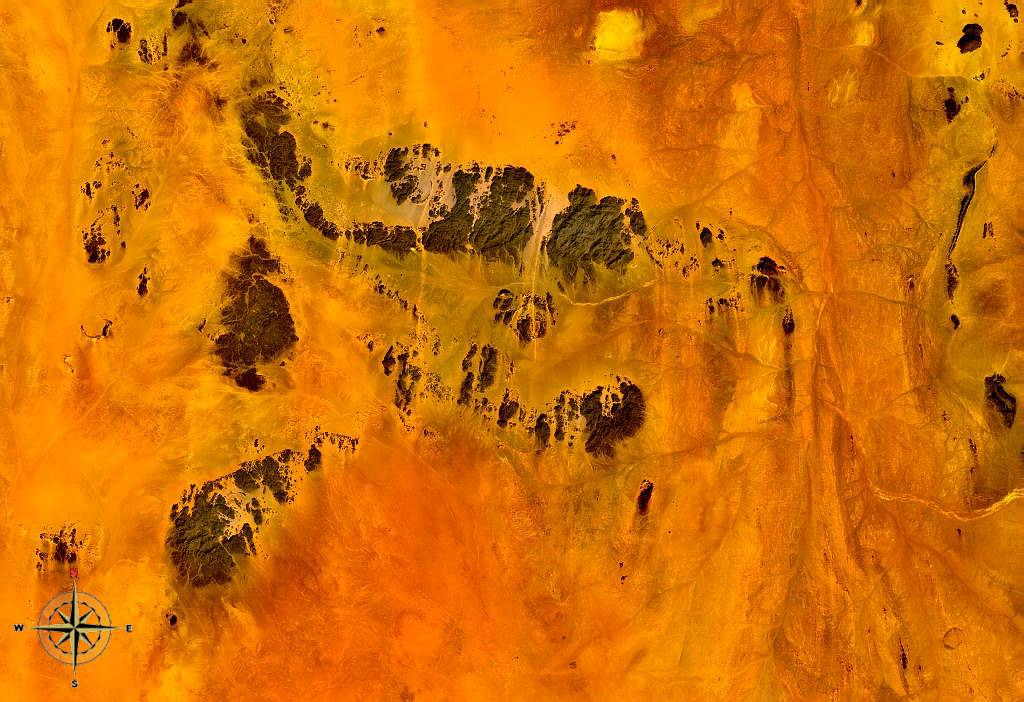
Část Núbijské pouště; pohled z kosmu

Núbijská poušť (arabsky: صحراء النوبة, Sahra "Nūbyah) je poušť ve východní části Afriky v Súdánu. Rozprostírá se mezi Nilem a Rudým mořem a navazuje na Východní poušť. Má rozlohu okolo 400 000 km².
Povrch pouště je pokryt pískem a charakteristickým znakem pro poušť jsou vádí (údolí občasných řek). V oblasti nejsou oázy a téměř vůbec tu neprší.